# Xenyllogastrura venezueliensis
Xenyllogastrura venezueliensis är en urinsektsart som beskrevs av ?E. Thibaud och Diaz 1998. Xenyllogastrura venezueliensis ingår i släktet Xenyllogastrura och familjen Hypogastruridae. Inga underarter finns listade i Catalogue of Life.